# Carmelina Naselli
Carmelina Naselli (Catania, 4 de noviembre de 1894 – Catania, 13 de noviembre de 1971) fue una erudita, etnóloga y bibliotecaria italiana.

## Trayectoria
En 1919, se licenció en literatura por la Universidad de Catania con Achille Pellizzari. Continuó sus estudios en la "Escuela de Estudios Superiores de Literatura Italiana" de Florencia gracias a una beca, bajo la dirección de Guido Mazzoni, obteniendo en 1921 la especialización y título en enseñanza. En 1923 publicó la obra Il Petrarca nell'Ottocento y en 1925 Domenico Cavalca, resultado ambas de estudios sobre la historia de la literatura italiana que realizó en Florencia.
En 1926, el filólogo y crítico literario Luigi Sorrento la invitó a colaborar en la edición de la antología de canciones, cuentos y costumbres populares sicilianas L'isola del sole. Desde ese momento, la historia de las tradiciones populares fue el motivo principal de sus estudios e investigaciones, así como el tema subyacente común de casi todas sus obras posteriores.
Al regresar a Catania, comenzó a enseñar en escuelas públicas, mientras continuaba estudiando las tradiciones y la cultura locales, en particular los acontecimientos civiles, políticos y religiosos de la provincia del Etna es rica, así como la historia de las instituciones culturales locales. En 1934 publicó Historia de la Universidad de Catania desde sus orígenes hasta nuestros días. También organizó exposiciones, conferencias y exposiciones. En 1935, fue comisaria de la exposición interprovincial de artes populares sicilianas, una de las primeras en Italia, cuya actividad quedó demostrada por algunas de sus publicaciones que dieron a conocer esta exposición a nivel nacional.
En 1936, obtuvo el título de profesora de literatura gracias a las publicaciones que había realizado hasta el momento. En 1940, ocupó el primer puesto de profesor de historia de la literatura italiana en la Universidad de Catania, que ejerció hasta 1949 cuando consiguió la cátedra de historia de las tradiciones populares, una de las tres primeras cátedras creadas en Italia para esta disciplina.
Soltera, de profunda fe religiosa, también hizo sus votos como terciaria dominica en 1944, convirtiéndose más tarde en priora provincial de la "Tercera Orden Femenina Dominica". Llevó una vida cultural muy intensa (fue, entre otras cosas, amiga íntima de Gina Fasoli), participando en congresos, dando conferencias, colaborando en periódicos y revistas y organizando exposiciones y espectáculos.
Entre 1949 y 1965, año de su jubilación, Naselli ocupó otros cargos, tanto en la Facultad de Letras y Filosofía de la Universidad de Catania como en el Instituto Universitario de Magisterio de Catania. 
Fue presidenta del comité de Catania de la Sociedad Dante Alighieri y de la Sociedad de Historia Patria del Este de Sicilia, ocupándose de su biblioteca, siendo durante años secretaria y después directora. A partir de 1954, comenzó a dirigir la revista "Archivio storico per la Sicilia orientale".
En 1934 participó activamente en las celebraciones del quinto centenario de la fundación de la Universidad de Catania. Diseñó el sello oficial de la Universidad con la colaboración del Guido Libertini.

## Estudios e investigaciones
Naselli -como Cocchiara y Giuseppe Pitrè en Palermo- lideró los estudios de folklore y tradiciones populares sicilianas de la Universidad del Etna. Naselli, gracias a que profesó rigurosamente el método histórico-filológico en sus estudios e investigaciones, pudo hacer frente al historicismo ideológico croceano imperante que relegaba estas disciplinas a un segundo plano porque eran acusadas de simpatizar con los métodos del positivismo,  un discurso que sólo se apaciguaría tras los trabajos de Ernesto De Martino sobre la etnología historicista.
Entre sus numerosas publicaciones, destaca el ensayo sobre el lingüista veneciano Alessandro Citolini, autor de una primera obra sobre gramática italiana, así como la monografía Estudios de la literatura siciliana antigua (1935). Naselli también se interesó por los problemas de la historia de la lengua y la literatura italianas, así como por la historia civil, religiosa y política de Sicilia, en particular de la zona del Etna.
Parte del trabajo de Naselli fue luego retomado y continuado por Santi Correnti.

## Reconocimientos
Una calle en Catania lleva su nombre, a zona de San Giovanni Galermo. Un perfil suyo fue trazado por su entonces ayudante universitario Carmelo Ciccia en su libro Profili di letterati siciliani dei secoli XVIII-XX (en español, Perfiles de los literatos sicilianos de los siglos XVIII y XX ).